# Frigerio
Frigerio è un cognome italiano originario della Lombardia.

## Etimologia
Il cognome Frigerio deriva dal termine lombardo del bagolaro (Celtis australis L.), chiamato frigié (Como), frigè (Pavia), frigée o freggée (Milano), frégié (Ticino), detto pure spaccasassi per la forza delle sue radici nel rompere sassi anche di notevoli dimensioni, e il cui legno flessibile dei rami serviva una volta per fabbricare fruste.
La forma Frigerio è una derivazione latina da frigée, dove la e lunga è stata rimpiazzata dal suffisso -erius, diventato poi in italiano -erio.
Delle interpretazioni fantasiose ne fanno una derivazione germanica, come ad es. il nome "Frodgari" (Frond + gari) che vorrebbe dire "lancia prudente", o alternativamente una variante del cognome Federici.

## Araldica
A conferma dell'etimologia corretta, il bagolaro figura nello stemma parlante della famiglia (sotto un capo con l'aquila dell'Impero).
Blasonatura: D'argento, all'albero di bagolaro di verde, terrazzato del medesimo, fruttifero di nero; al capo d'oro con l'aquila di nero, linguata di rosso, coronata del campo (Stemmario Trivulziano, XV secolo e Stemmario Archinto, XVI secolo).
Diverse famiglie Frigerio (Frigeri, Friggeri, Friggieri) con stemmi simili figurano nell'Annuario della nobiltà italiana
.

## Storia
Nel 1168 si ha la prima menzione del cognome Frigerio, negli atti della Curia di Como.
Nel 1270 tra i confinanti di Castel San Pietro è nominato « quondam ser petri de frigerio de castro sancti petri de Cumis » (« un certo ser Pietro de Frigerio di Castel San Pietro di Como ») e i suoi eredi: « heredum qdm domini petri de castro sancti petri qui dicebatur de frigerio de Cumis » (« degli eredi di un certo signor Pietro di Castel San Pietro che era detto de Frigerio di Como »). Si tratta di una famiglia appartenente alla nobiltà originaria lombarda. « Nel 1275 vengono citati quali confinanti gli eredi del dominus Pietro de Castro S. Petri qui dicebatur de Frigerio de Cumis, ma è pressoché impossibile che tutte le famiglie omonime possano derivare da costui. Infatti il cognome, oltre ad essere tra i più rappresentati della città di Como - ma è frequente anche nell'area lecchese almeno dal secolo XVI - è rintracciabile anche a Milano, ove una famiglia Frigerio ottenne la nobiltà imperiale nel 1588, in vari comuni della Brianza, a Stabio (secolo XVI) ed a Lugano, con un Gio. Antonio nel 1722, proveniente però da Varese ». Nel 1771 Antonio Maria Frigerio, sindaco fiscale onorario del Regio Monte di Santa Teresa a Milano è riconosciuto nobile dall'Imperial Regio Consiglio di Governo della Lombardia, riconoscimento confermato ai suoi discendenti nel 1816 dall'imperatore d'Austria Francesco I e nel 1895 dal re d'Italia Umberto I. Infine, nel 1929, Vittorio Emanuele III, con decreto di Motu proprio, conferisce il titolo di conte al torinese Ettore Frigerio, di Giovanni Galeazzo, di Ignazio, tenente di vascello nello stato maggiore generale e ufficiale d'ordinanza del duca degli Abruzzi.

## Diffusione
In Italia, nel 2022, ci sono circa 4'889 famiglie con questo cognome, in 18 regioni, prevalentemente in Lombardia (4'429); nel 2012 a Como questo cognome era alla decima posizione e a Milano era all'ottantaseiesima nella classifica dei cognomi più diffusi.
Sin da prima del 1800 alcune persone con questo cognome sono emigrate in Svizzera, dove circa 525 persone avevano questo cognome nel 2012.
Questo cognome è pure presente in Francia; nel Regno Unito, in Germania, Austria, Polonia, Spagna, negli Stati Uniti d'America, in Canada, in Australia e in America Latina, particolarmente in Argentina.

## Varianti
Frigeri, Frigieri, Friggeri, Friggieri.

## Persone note
- Alessandro Frigerio, calciatore svizzero (1914-1979)
- Angelo Frigerio, insegnante e conduttore radiofonico svizzero-italiano (1920-2015)
- Angelo Frigerio, bobbista italiano (1926)
- Anselmo Frigerio, conte di Brusson (1711-1778)
- Antonio Frigerio, cestista italiano (1940-2014)
- Bartolomeo Frigerio, vescovo di Venosa (1585–1636)
- Bonifacio Frigerio, politico italiano, conte di Brusson (1764-1838)
- Carlo Frigerio, pittore italiano (1763-1800)
- Carlo Frigerio, anarchico italo-svizzero (1878-1966)
- Carlo Ambrogio Frigerio, politico italiano (1953-1997)
- Ela Frigerio, psicologa analista junghiana italiana (1943-2009)[33]
- Ercole Frigerio, motociclista italiano (1907-1952)
- Ezio Frigerio, scenografo e costumista italiano (1930-2022)
- Fausto Frigerio, atleta italiano (1966)
- Federico Frigerio, architetto italiano (1873-1959)
- Federico Frigerio, calciatore italiano (1958)
- Galeazzo Frigerio, militare e geografo italiano (1805-1891)
- Gianstefano Frigerio, politico italiano (1939)
- Jone Frigerio, attrice italiana (1877-1963)
- Luciano Frigerio, artista e musicista italiano (1928-1999)
- Luigi Frigerio, calciatore italiano (1923)
- Maurilio Frigerio, politico italiano (1944)
- Moreno Frigerio, arbitro di calcio italiano (1951)
- Pietro Frigerio, O. P., vescovo cattolico di Corfù (1459 - 1481)
- Roberto Frigerio, calciatore svizzero (1938)
- Silvano Frigerio, generale italiano (1963)[34]
- Silvio Frigerio, calciatore italiano (1892-1957)
- Ugo Frigerio, atleta italiano (1901-1968)
- Vittore Frigerio, giornalista e scrittore svizzero-italiano (1885-1961)
- Vittorio Frigerio, scrittore e insegnante canadese italo-svizzero (1958)
- Alberto Frigeri, calciatore italiano (1915-...)
- Francesco Frigeri, scenografo italiano (1954)
- Lanfranco Frigeri, pittore e scultore italiano (1920)
- Romano Frigeri, calciatore italiano (1936-2013)
- Alessandro Friggeri, militare italiano (1815-1880)
- Fabio Friggeri, imprenditore italiano (1884-1951)
- Elisa Friggieri, madre dell'attrice italiana Maria Melato (1885-1950)
- Oliver Friggieri, scrittore, poeta e critico letterario maltese (1947-2020)